# ساندویچ سبزیجات
ساندویچ سبزیجات نوعی ساندویچ گیاهی است که از پر کردن سبزیجات بین نان تشکیل شده‌است. هیچ الزام خاصی به جز استفاده از سبزیجات وجود ندارد و ساندویچ‌ها ممکن است برشته یا برشته نشده باشند. ساندویچ سبزیجات در سرتاسر جهان سرو می‌شود و یک غذای خیابانی محبوب در هند است.

## ساندویچ خیار
منشأ ساندویچ خیار در انگلستان است. آنها به‌طور سنتی با چای بعد از ظهر و در مناسبت‌های رسمی سرو می‌شوند. انتظار می‌رود خیار تا حد امکان نازک بریده شود. برش‌ها در یک ساندویچ خیار به خوبی ارائه شده باید از نور روز عبور کنند.

## ساندویچ سبزیجات بمبئی

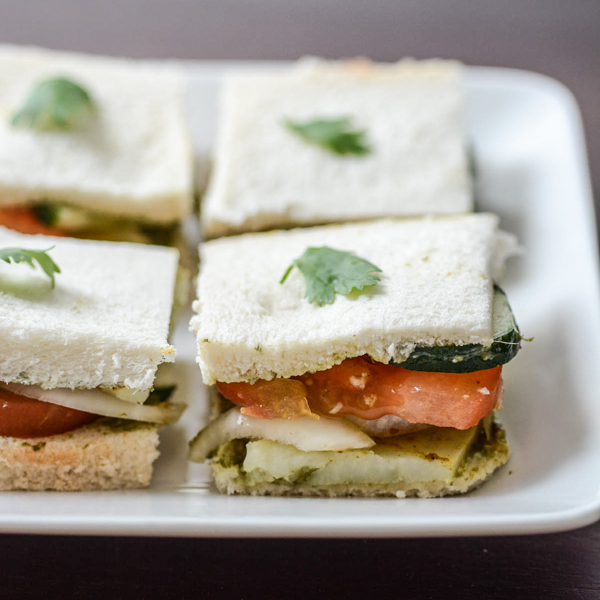
ساندویچ سبزیجات بمبئی

ساندویچ سبزیجات مامبای، که قبلاً و هنوز هم گاهی به عنوان ساندویچ سبزیجات بمبئی شناخته می‌شد، یک غذای رایج خیابانی در هند، به ویژه در بمبئی است. ساندویچ با نان به سبک غربی درست می‌شود و معمولاً برشته می‌شود. مواد اصلی عبارتند از یک چتنی سبز تند، گوجه فرنگی، پیاز، خیار و یک فیلینگ سیب زمینی تند که با چاات ماسالا یا مخلوط ادویه مشابه درست شده‌است. مواد دیگری که گاهی شامل چغندر پخته شده و پنیر است. این ساندویچ یک ناهار محبوب دانشجویان است.

## ساندویچ سبزیجات رنگین کمان
ایده ساندویچ سبزیجات رنگین کمان این است که سبزیجات را در رنگ‌های مختلف لایه بندی کنید تا طیفی از رنگ‌ها ایجاد شود. اینها گاهی می‌توانند به‌طور غیرقابل اجرا بالا ساخته شوند تا حداکثر تعداد رنگ‌ها و بافت‌های مختلف را شامل شوند.